# Paul Noel
Paul Wendel Noel (Midway, Kentucky, 17 de agosto de 1924-Versailles, Kentucky, 16 de noviembre de 2005) fue un jugador de baloncesto estadounidense que disputó cinco temporadas entre la BAA y la NBA, además de una en la ABL. Con 1,93 metros de estatura, jugaba en la posición de alero.

## Trayectoria deportiva

### Universidad
Jugó una única temporada con los Wildcats de la Universidad de Kentucky, en la que promedió 4,2 puntos por partido. tuvo que dejar la universidad debido a una enfermedad de su padre, que hizo que tuviera que hacerse cargo de la granja familiar. Su mejor anotación la consiguió ante Georgia, anotando 16 puntos.

### Profesional
Varios años más tarde, fue el entrenador de la Universidad de Western Kentucky, Edgar Diddle, el que fue a buscarle para sugerirle que hiciera una prueba con los New York Knicks de la BAA, con los que firmó en 1947. Allí jugó tres temporadas, siempre como suplente, siendo la más destacada de ellas la última, en la que promedió 3,8 puntos y 1,0 asistencias por partido.
En 1950 fue traspasado a los Rochester Royals a cambio de Ray Ellefson. En su única temporada completa en el equipo logró el anillo de campeón, al derrotar a su antiguo equipo, los Knicks en las Finales por 4-3, promediando a lo largo de la temporada 2,5 puntos y 1,6 rebotes por partido.
Poco después del comienzo de la temporada 1951-52, acabando su carrera deportiva en los Elmira Colonels de la ABL.

## Estadísticas de su carrera en la NBA
|  | Denota temporadas en las que ganó un campeonato de la NBA |

### Temporada regular
| Año     | Equipo    | PJ  | MPP | TC%  | TL%  | RPP | APP | PPP |
| ------- | --------- | --- | --- | ---- | ---- | --- | --- | --- |
| 1947–48 | New York  | 29  | –   | .290 | .633 | –   | .1  | 3.4 |
| 1948–49 | New York  | 47  | –   | .253 | .617 | –   | .7  | 3.8 |
| 1949-50 | New York  | 65  | –   | .337 | .609 | –   | 1.0 | 3.8 |
| 1950-51 | Rochester | 52  | –   | .282 | .711 | 1.6 | .7  | 2.5 |
| 1951-52 | Rochester | 8   | 4.0 | .222 | .667 | .5  | .4  | .8  |
| Total   | Total     | 201 | 4.0 | .291 | .636 | 1.4 | .7  | 3.3 |

### Playoffs
| Año   | Equipo    | PJ | MPP | TC%  | TL%  | RPP | APP | PPP |
| ----- | --------- | -- | --- | ---- | ---- | --- | --- | --- |
| 1948  | New York  | 3  | –   | .000 | .000 | –   | .0  | .0  |
| 1949  | New York  | 4  | –   | .417 | .800 | –   | .5  | 3.5 |
| 1950  | New York  | 5  | –   | .143 | .333 | –   | .2  | .6  |
| 1951† | Rochester | 9  | –   | .389 | .714 | 1.0 | .1  | 2.1 |
| Total | Total     | 21 | –   | .295 | .625 | 1.0 | .2  | 1.7 |

## Vida posterior
Tras dejar el baloncesto, ejerció como árbitro en partidos de high school en Kentucky, para posteriormente abrir un negocio en Versailles, donde fue alcalde durante dos legislaturas. Falleció en esa misma ciudad en 2005 a los 81 años de edad, a consecuencia de un cáncer.